# Pero peplarioides
Pero peplarioides là một loài bướm đêm trong họ Geometridae.